# Clerucos
En la Antigua Grecia, los clerucos (griego antiguo κληροῦχος, klērouchos) eran ciudadanos pobres que recibían un lote de tierra (klêros), que solía ser suficiente para sustentarse como hoplitas, en territorios sometidos y confiscados a los primitivos habitantes, constituyendo guarniciones permanentes de la ciudad que los enviaba. Este tipo especial de colonización fue utilizado principalmente por Atenas en tiempos de su expansión imperial. En las cleruquías los colonos conservaban la ciudadanía originaria y no constituían comunidades independientes, estando sujetos a los deberes militares de los ciudadanos. Con este tipo de colonias (que para su administración local, disponían de un consejo, asamblea, tribus y magistrados de tipo ateniense) se ayudaba económicamente a los necesitados, previendo su descontento, y a la vez se aseguraba una posición o dominio exterior.